# 圣西尔迪戈
圣西尔迪戈（法語：Saint-Cyr-du-Gault，法語發音：[sɛ̃ siʁ dy ɡo]）是法国卢瓦-谢尔省的一个市镇，位于该省西部，属于布卢瓦区。

## 地理
圣西尔迪戈（47°37'16"N, 1°1'48"E）面积26.06 平方千米，位于法国中央-卢瓦尔河谷大区卢瓦-谢尔省，该省份为法国中北部省份，北起厄尔-卢瓦省，东北接卢瓦雷省，东南接谢尔省，南至安德尔省，西南接安德尔-卢瓦尔省，西北接萨尔特省。
与圣西尔迪戈接壤的市镇（或旧市镇、城区）包括：莫朗、圣尼古拉德莫泰、索奈、弗朗赛、贡贝尔让、圣艾蒂安德盖雷、圣古尔贡、维勒波尔谢。

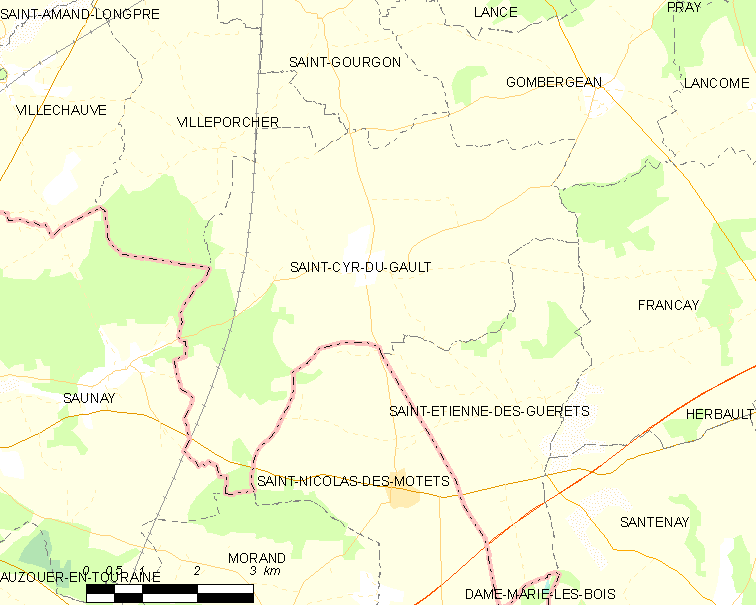
圣西尔迪戈的OSM定位图

圣西尔迪戈的时区为UTC+01:00、UTC+02:00（夏令时）。

## 行政
圣西尔迪戈的邮政编码为41190，INSEE市镇编码为41205。

## 政治
圣西尔迪戈所属的省级选区为卢瓦尔河畔沃赞县。

## 人口

1962-2008年间圣西尔迪戈人口变化图示

圣西尔迪戈于2022年1月1日时的人口数量为174人。